# Prąd Brazylijski
Prąd Brazylijski – ciepły prąd morski na Oceanie Atlantyckim, płynący wzdłuż wybrzeża Ameryki Południowej do równoleżnika 40°S w kierunku południowo-zachodnim. Jest to odgałęzienie Prądu Południoworównikowego.
Jego prędkość wynosi 1–3 km/h. Temperatura wód powierzchniowych w zimie waha się między 14 a 26 °C, zaś w lecie od 20 do 28 °C.